# 布蘭福德 (康乃狄克州)
布蘭福德（英語：Branford）是一個位於美國康乃狄克州新哈芬縣的城鎮。

## 地理
布蘭福德的座標為41°16′40″N 72°47′59″W / 41.27778°N 72.79972°W，而該地的平均海拔高度為13米（即43英尺）。

## 人口
根據2010年美國人口普查的數據，布蘭福德的面積為72.50平方千米，當中陸地面積為56.90平方千米，而水域面積為15.60平方千米。當地共有人口28026人，而人口密度為每平方千米386.57人。